# Église Notre-Dame de la Cousinerie
L'église Notre-Dame de la Cousinerie est une église située à Villeneuve-d'Ascq, dans le quartier de la Cousinerie.

## Historique
Ouverte en 1986, l'église a été dessinée par Maurice Salembier.
Notre-Dame a été consacrée en septembre 1987.

## Architecture
La façade est située dans la longueur du bâtiment. Le chœur, en brique, est très proche de l'entrée. La forme générale de l'église est triangulaire